# Sadovnická projekce
Sadovnická projekce je CAD software vyvíjený v ČR původně pro DOS Karlem Rysem ve spolupráci s Českou zahradnickou akademií Mělník. Původní program byl určen pro MS-DOS, ale v druhé dekádě 21. století je tento sadovnický software k dispozici i pro platformu Microsoft Windows. Od roku 2001 do roku 2020 je program upravován, aby odpovídal potřebám uživatelů, a byly odstraněny některé chyby. Program byl vytvořen pro vytváření projektu a dokumentace pro úpravy plochy zahradními architekty při vytváření zahrad a parků, při sadovnické tvorbě. Program je distribuován ve verzi pro zahrádkáře a profesionální verzi.

## Varianty software
Software Sadovnická projekce má usnadnit projektování a vizualizaci a výpočet nákladů. Umožňuje také výuku dendrologie. Prodejce u profesionální verze nabízí úvodní zaškolení uživatele trvající 3 hodiny do půl roku po zakoupení licence. Za sníženou cenu je software nabízen zahrádkářům a školám. Zahrádkářská verze je podle prodejce vhodná spíše pro projekci jednodušších výsadeb, má v databance 400 dřevin a 100 trvalek s možností doplnění 100 dalších, a několik dalších omezení.
V rámci projektu SIPVZ na základě programu Sadovnická projekce vznikl pro školy program Sadovnická projekce - Krásná zahrada, jehož cílem je seznámit studenty se základy projektování a některými okrasnými rostlinami. Tato verze za výrazně sníženou cenu má omezenu možnost tisku, je určena pro výuku na zahradnických školách, ale i na základních a středních školách.

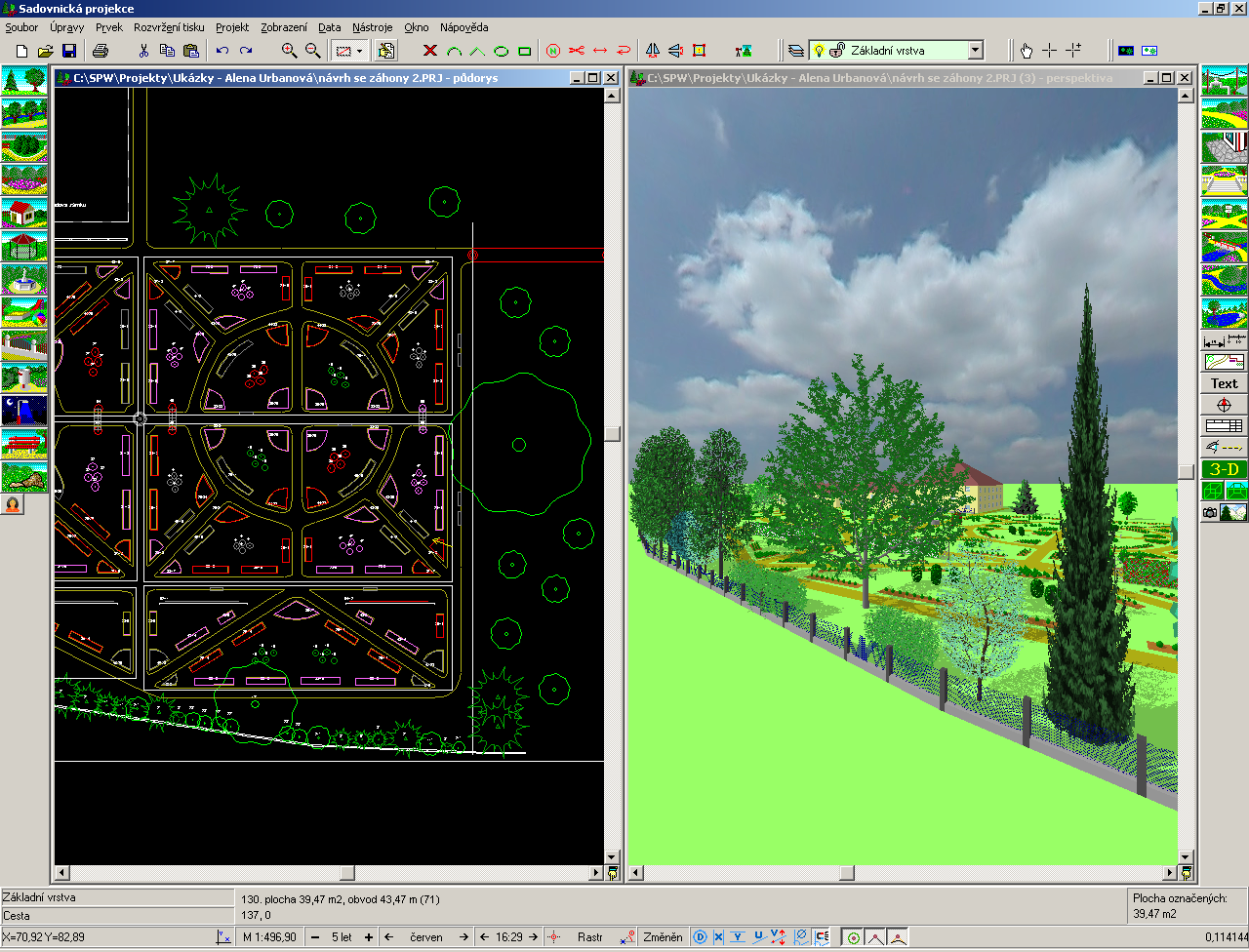
Sadovnická projekce - pracovní plocha s lištami, otevřena dvě okna - půdorys a vizualizace v perspektivě

## Klady a zápory
Velkou výhodou je možnost přípravy ekonomické stránky projektu, závlahy, umožňuje úpravy a importy ceníků a nových rostlin nebo použití růstových křivek (včetně nastavení stáří výsadby) Nabízí tak možnost pozorovat vzhled po uplynutí zvoleného období. Jde o profesionální program umožňující provést simulaci a hrubé srovnání technických kvalit ideových variant projektu, což nabízí další vlastnost programu - používání vrstev. Velmi užitečnou vlastností je modelace terénu. V profesionální verzi je často využívané připojení online katastrálních a leteckých map z WMS serveru ČÚZK.
Negativním rysem programu je nižší uživatelská přívětivost, a vážnou vadou je například nevhodně koncipovaná nápověda, málo vhodná pro výuku práce s programem a některé chyby. Program pracuje s jednoduchými barvami, kde nelze nastavit fotorealistické stínování, světelné a vzdušné efekty, ale nesimuluje ani srůstání porostu nebo změny habitu dřevin v rámci růstu ("opravdový" růst podporují jen 3D modely dřevin, které jsou v současné době k dispozici pro většinu listnáčů, jejich zobrazení je ale pomalejší), je velmi vhodné znát skutečné kvality rostlin a dřevin. Používané prvky jsou předpřipravené a možnost jejich editace a editace jejich textur je omezená, i když v současné verzi je možné vkládat vlastní textury.
Software Sadovnická projekce v rukou laika nedokáže nahradit zahradního architekta. Žádný software pro tvorbu modelů zahradní architektury totiž nenahradí skutečnou práci architekta, totiž invenci umělce, znalost vkusu a potřeb obyvatel, a širokou škálu odborných zkušeností a znalostí, které se vzájemně doplňují při výběru ideální varianty návrhu. Přesto Sadovnická projekce může být jako dobrý nástroj užitečným pomocníkem.

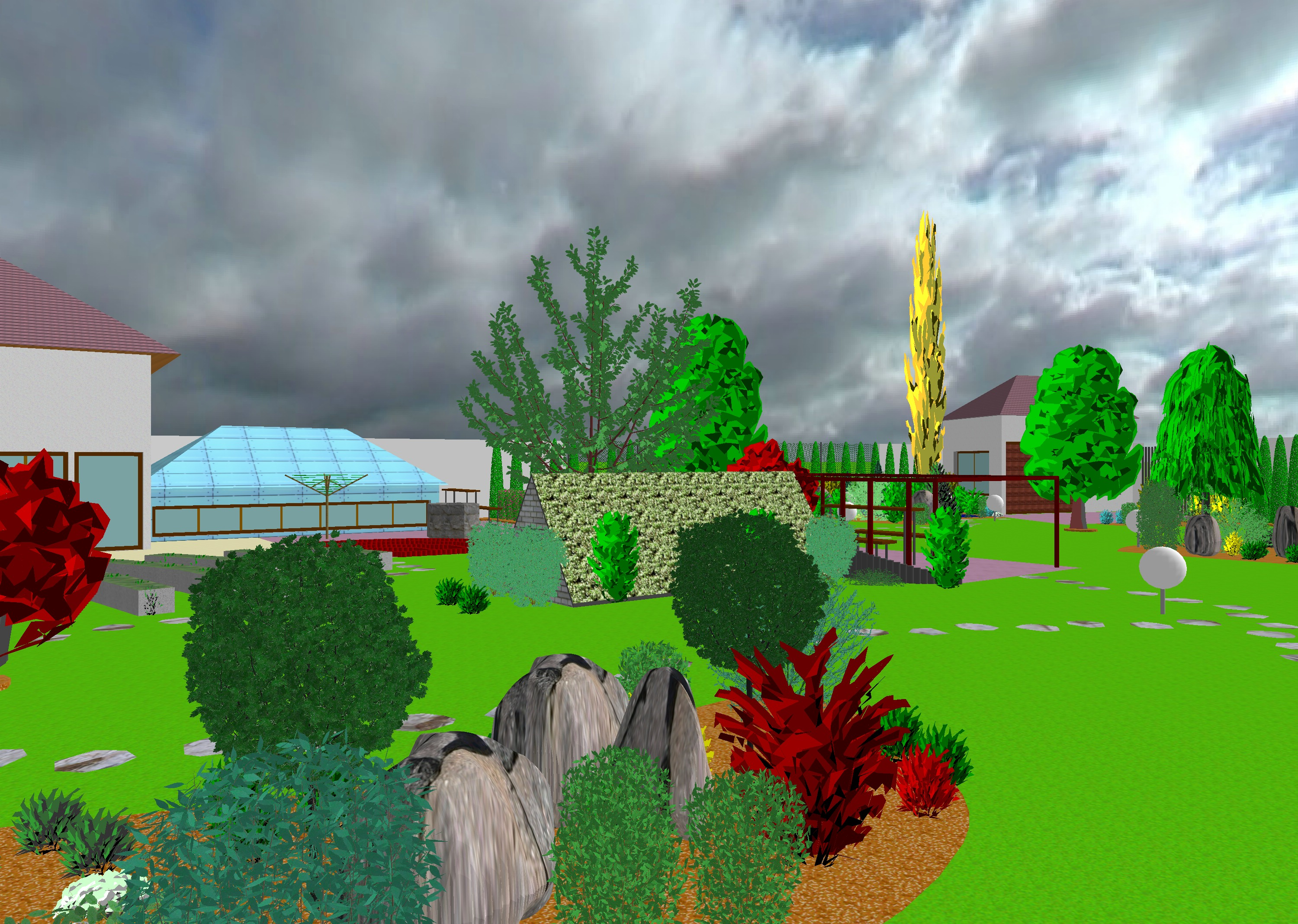
V projektu mohou architekti využít modelů mnoha běžně používaných dřevin a prvků
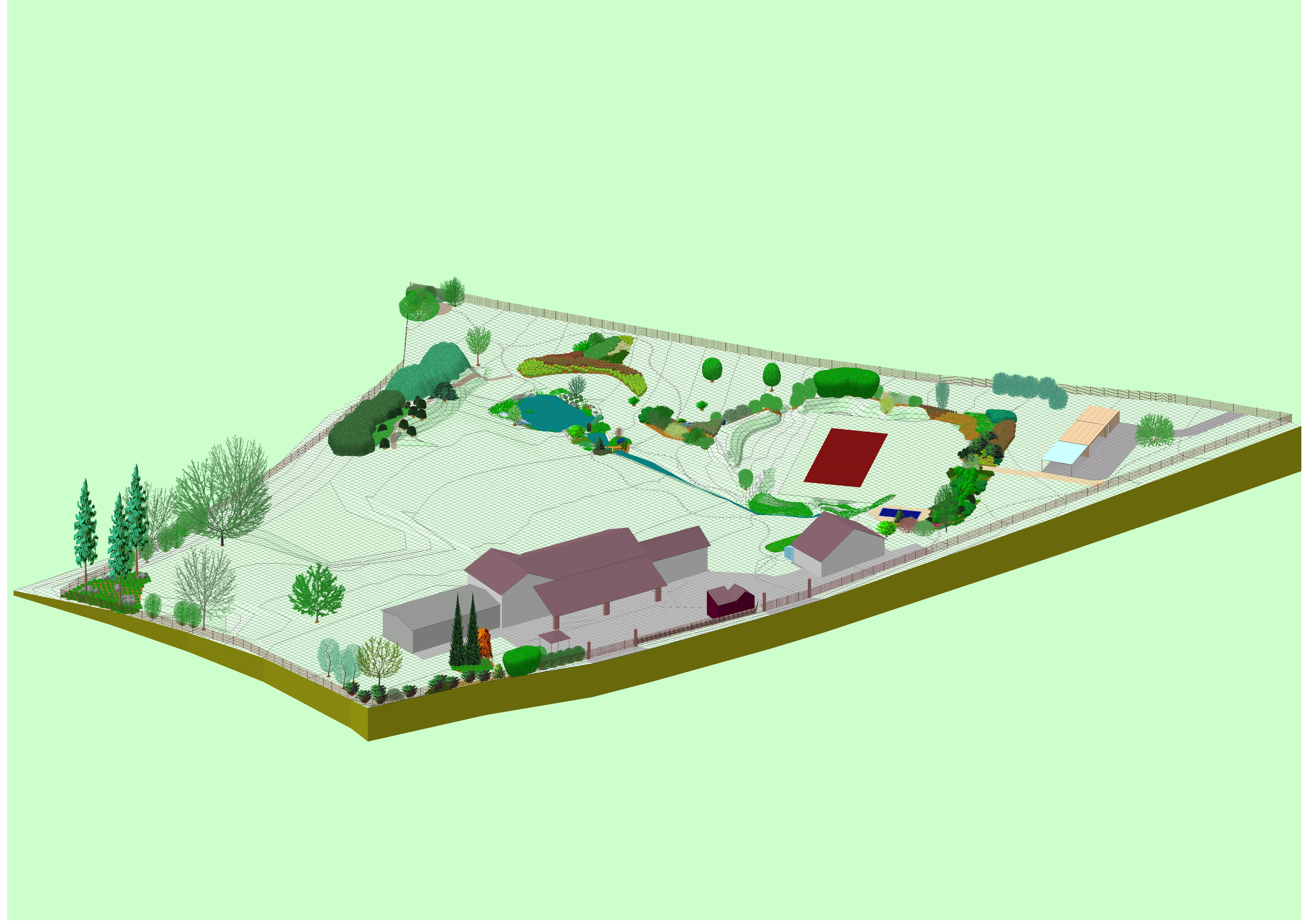
Projektovat lze poměrně rozsáhlé plochy
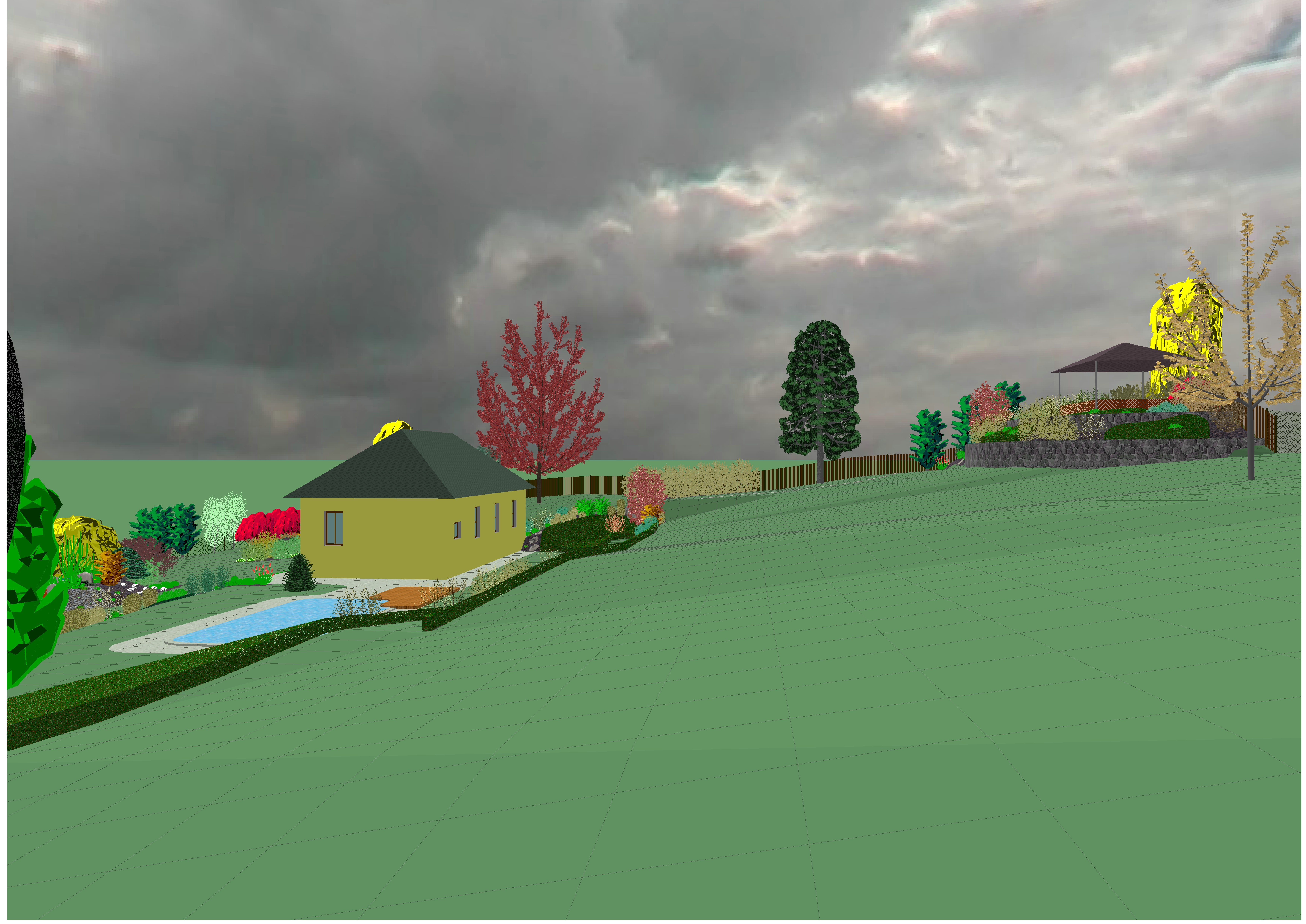
Využívat lze i modelací terénu
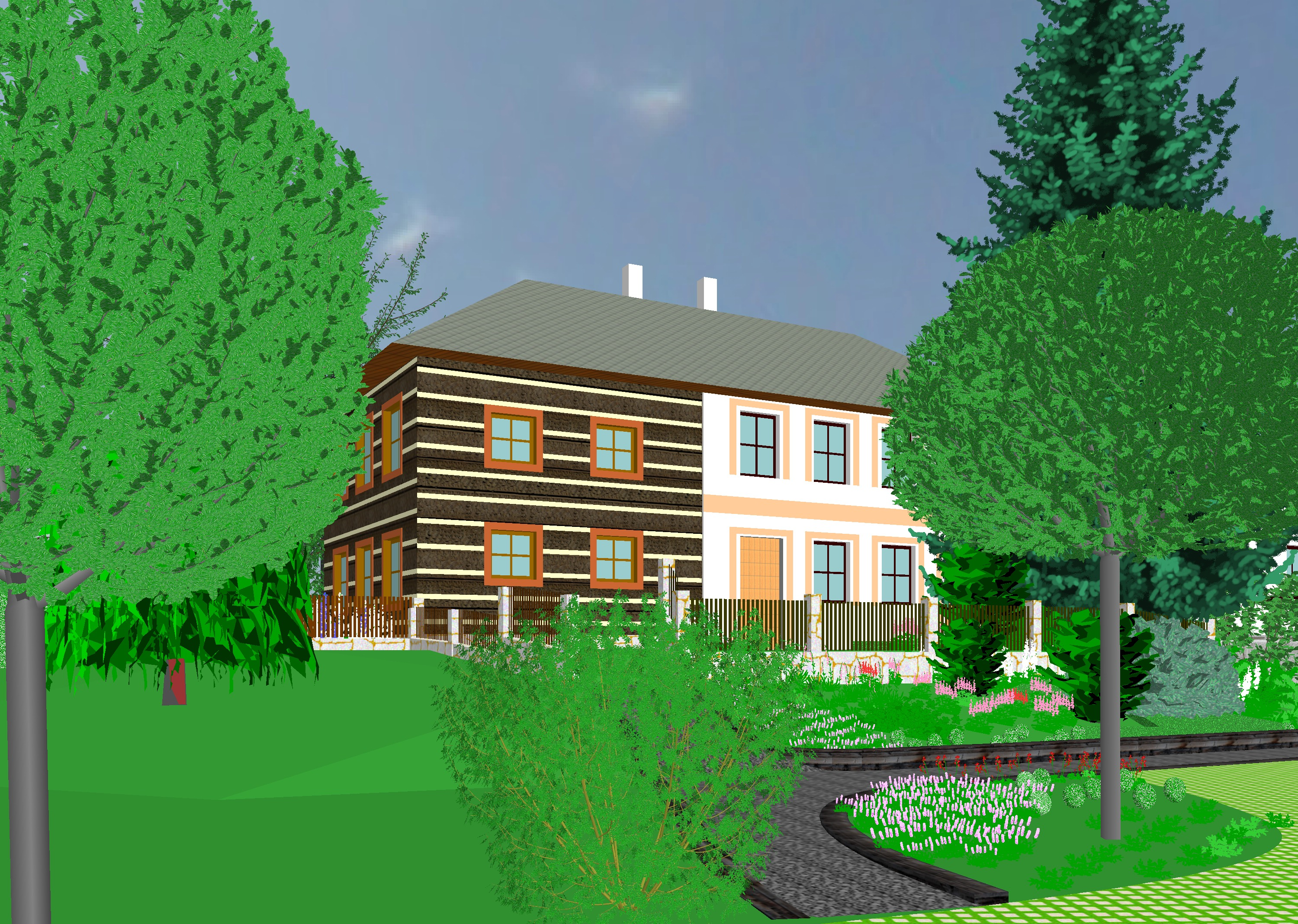

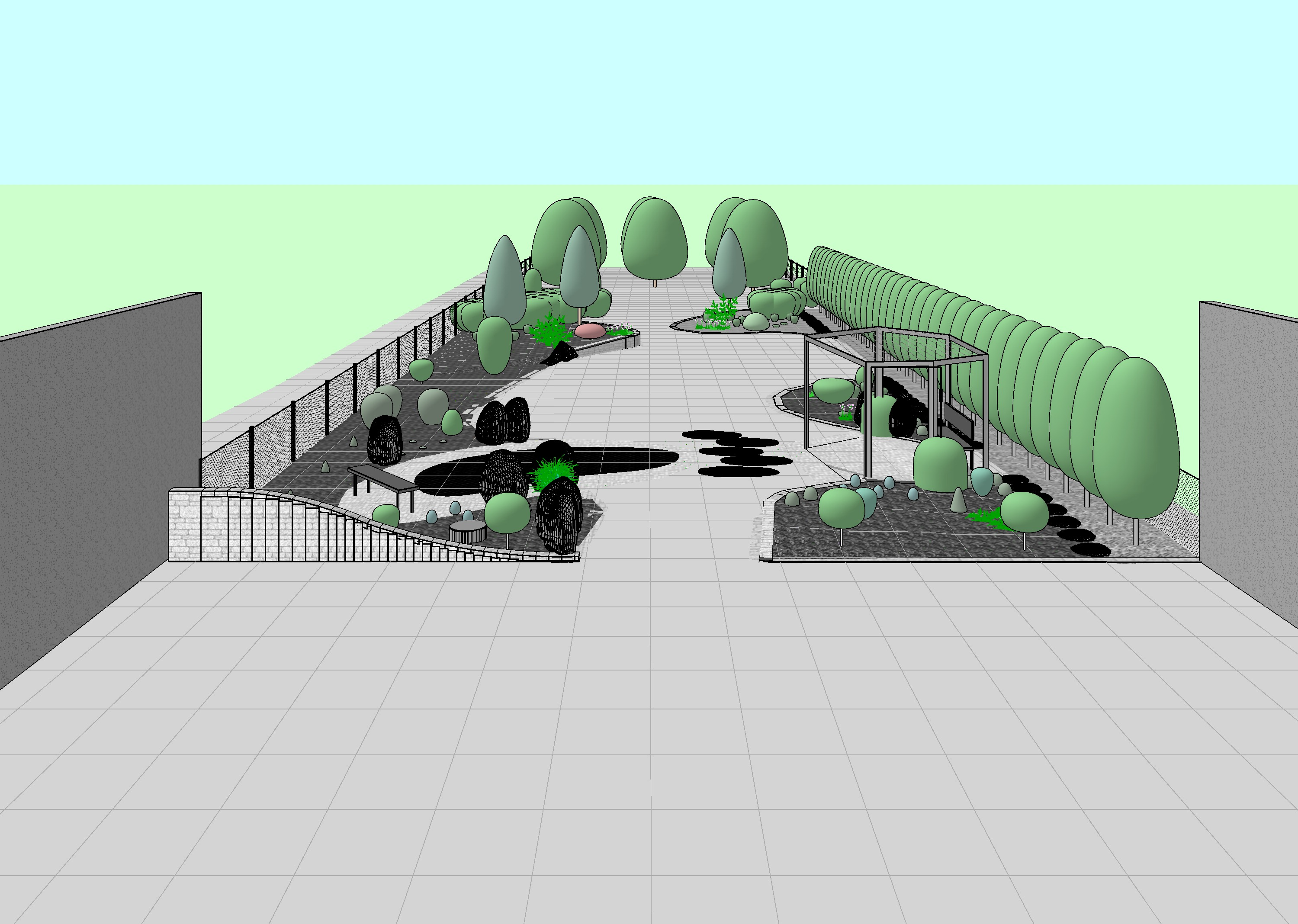
Ukázka vizualizace v programu Sadovnická projekce se zvýrazněnými obrysy a sítí terénu.

## Jiné programy
V kategorii programů pro zahradní architekturu jsou pro software Sadovnická projekce vážnou konkurencí programy jako Realtime Landscaping Architect 2014. Program Realtime Landscaping Architect nabízí i procházení modelovaným prostředím a stejně jako Sadovnická projekce i prohlížení úpravy v různých obdobích roku a je intuitivní. Řada funkcí je řešena pomocí interaktivních průvodců. Modely rostlin v uvedeném programu se ovšem někdy liší od reality a výsledek výsadby tak může být značně odchylný od návrhu.
Jsou v prodeji jiné programy umožňující modelovat zahradnické úpravy a ve výsledku poskytují i velmi vzhledné fotorealistické výsledky a mají někdy i větší možnosti úpravy detailů. Touto komerční alternativou tak jsou 3D Studio MAX, programy firmy Autodesk (jako je AutoCAD), SketchUp používané pro tvorbu 3D objektů. Pro jejich snadné použití v navrhování zahradní architektury je někdy nutné ještě získat další moduly. Okolí domu je možné upravit i s programem Sweet Home 3D a staženými 3D modely, který je ovšem navržen spíše pro úpravy interiérů. Zcela zdarma jsou distribuovány programy pro modelování Blender, Rhinoceros 3D nebo FreeCAD.
Tyto programy někdy vynikají grafickým zpracováním výsledku.
Všechny uvedené programy obvykle ovšem nemají řadu praktických funkcí, které umožňují architektům pomocí software Sadovnická projekce vytvářet realističtější model díla s vhodnými rostlinami a dalšími materiály. Rovněž obvykle oproti programu Sadovnická projekce obvykle chybí napojení na ekonomickou stránku projektu, které umožňuje usnadnit práci architekta a snadné pozorování změn v průběhu času (je třeba jednotlivé objekty realisticky upravovat).